# Ugo Fangareggi
Ugo Fangareggi (* 30. Januar 1938 in Genua; † 20. Oktober 2017 in Rom) war ein italienischer Schauspieler.

## Leben
Fangareggi war in seinem Beruf als Zahntechniker tätig, als er 1961 durch den Theaterregisseur Luigi Squarzina eine Rolle im Stück Ciascuno a suo modo erhielt. Er übersiedelte nach Rom und fand schnell Rollen beim Film, die nicht zuletzt durch seine schlaksige Gestalt, sein unverwechselbares, großes Kinn und seinen Sinn für satirische Spitzen in komischen Charakterdarstellungen bestanden. Er spielte unter bedeutenden Regisseuren wie Vittorio De Sica, Dino Risi, Ettore Scola und vor allem Mario Monicelli, in dessen Die unglaublichen Abenteuer des hochwohllöblichen Ritters Branca Leone er seine Popularität durch die Darstellung des sympathischen „Mangold“ erheblich steigern konnte. Daneben fand man Fangareggi allerdings auch in zahlreichen Komödien, die oberflächlicher Natur waren und sich auf kaum mehr als die Bizarrheit seines Äußeren verließen. Als Pseudonyme benutzte er Hugh Fangar-Smith und Ugo Mud.
1967 spielte Fangareggi neben Vittorio Gassman auf der Bühne; ab 1969 drehte er auch für das Fernsehen, wo er für Regisseure wie Pupi Avati, Luciano Emmer und Salvatore Nocita (die Serie Sapore di gloria) drehte. Auch in einer Tatort-Folge war er 1976 zu sehen. 1986 war er in zwei Folgen der Action-Serie Auf Achse als Mafia-Gangster Salvatore zu sehen. In Ornaro gründete er sein Theaterensemble Gli independenti di Ugo Fangareggi. Immer wieder schrieb er seit 1998 für die Zeitschrift Mondo Sabino.
Er war mit Antonietta Ermini verheiratet.

## Filmografie (Auswahl)
- 1962: Colpo gobbo all’italiana
- 1962: Die graue Galeere (Odio mortale)
- 1964: Das letzte Gewehr (Jim il primo)
- 1965: Herr Major, zwei Flaschen melden sich zur Stelle (I due sergenti del generale Custer)
- 1966: Die unglaublichen Abenteuer des hochwohllöblichen Ritters Branca Leone (L’armata Brancaleone)
- 1966: Unser Boß ist eine Dame (Operazione San Gennaro)
- 1968: Die Abenteuer des Kardinal Braun (Operazione San Pietro)
- 1968: Kommandounternehmen Burning Eagle (Comando suicida)
- 1970: Balduin, der Schrecken von St. Tropez (Le Gendarme en balade)
- 1971: Die neunschwänzige Katze (Il gatto a nove code)
- 1971: Ein Hallelujah für Camposanto (Gli fumavano le colt… lo chiamavano Camposanto!)
- 1971: Le Juge
- 1972: Pizza, Pater und Pistolen (Posate le pistole reverendo)
- 1972: Sie verkaufen den Tod (Una ragione per vivere e una per morire)
- 1973: Nonnen, Gold und Gin (Sette monache a Kansas City)
- 1976: Tatort: Wohnheim Westendstraße (Fernsehserie)
- 1986: Auf Achse (Fernsehserie) – 2 Folgen – Sizilianische Geschäfte & Arrivederci
- 2010: Il signore della truffa (Fernsehfilm)